# سوفی گرگوار
سوفی گرگوار (انگلیسی: Sophie Grégoire) ۲۴ آوریل ۱۹۷۵ یک مجری تلویزیون اهل کانادا و همسر سابق جاستین ترودو رهبر حزب لیبرال کانادا است. وی همچنین در امور خیریه به ویژه دربارهٔ مسائل زنان فعال است.